# Kontemplation
Kontemplation betegner indenfor mystik og meditation en religiøs praksis hvor den udøvende gennem en koncentreret fordybelse mister bevidstheden om sig selv og retter al opmærksomhed mod målet for fordybelsen.
Indenfor kristendom er målet for meditation Gud, og kontemplation betragtes som en ordløs bøn. Betegnelsen stammer fra latin og bliver i katolicismen brugt i betydningen betragtning, og hentyder til at udøveren bliver i stand til at betragte målet for sin meditation. Formålet med denne tilstand er at lede udøveren over i den mystiske forening, hvor skellet mellem betragteren og målet ophæves.
Kristne udøvere af kontemplation omfatter bl.a. Teresa af Avila, Johannes af Korset, Bernhard af Clairvaux og Thomas Merton.
| Religion | Spire Denne religionsartikel er en spire som bør udbygges. Du er velkommen til at hjælpe Wikipedia ved at udvide den. |